# 多樂養
多樂養（日语： Torcuya */?）為日本職棒東京養樂多燕子的吉祥物，來自墨西哥的摔角選手，2014年初登場，2023年2月歸國。

## 特徵
- 繼承2014年5月引退的前任吉祥物燕太郎。據說與燕太郎在運動酒吧相遇，彼此意氣相投，於是被推薦進入養樂多隊。[4]
- 名稱由來為向粉絲招募，實際上是養樂多（ヤクルト）倒過來念。[5]
- 背上背著一個大養樂多瓶，胸前肩帶呈現「y」字形。
- 2023年2月9日，受墨西哥職業摔角團體召回而歸國。